# Azenia templetonae
Azenia templetonae är en fjärilsart som beskrevs av Clarke 1937. Azenia templetonae ingår i släktet Azenia och familjen nattflyn. Inga underarter finns listade i Catalogue of Life.